# نبرد دژ گابول و دژ وونسان
نبرد گابول‌سئونگ و وونسان‌سئونگ،سومین و آخرین از سری اقدامات نظامی امپراتوری گوگوریو علیه پادشاهی بکجه بود که در سال ۵۱۲ میلادی رقم خورد.

## شرح نبرد
در سپتامبر سال ۵۱۲ میلادی، نیروهای گوگوریو به رهبری امپراتور مونجامیونگ، به قلمرو باکجه حمله کردند و قلعه‌های گابول‌سئونگ و وونسان‌سئونگ را هدف قرار دادند.  منابع تاریخی گزارش می‌دهد که نیروهای گوگوریو موفق شدند قلعه‌های گابول و وونسان را تصرف کنند و ۱۰۰۰ نفر از مردم باکجه را به اسارت بگیرند.با این پیروزی بزرگ، بکجه دیگر هرگز به گوگوریو تهاجمی نکرد.